# Club Deportivo Lalín
El Club Deportivo Lalín es un equipo de fútbol español del municipio de Lalín, en la provincia de Pontevedra. Fundado en 1974, juega actualmente en Preferente Galicia. Ha disputado 6 temporadas en la Segunda División B.

## Historia
Fue fundado en noviembre de 1974, después de casi diez años sin fútbol federado en Lalín y después de la desaparición del Campo de A Leiteiría. El primer presidente fue Ángel Nistal Peña. Finalizadas las obras del estadio municipal, en 1976 el equipo participó por vez primera en competiciones oficiales en la liga de la montaña (2.ª categoría regional), con Modesto Cao en la presidencia. Ya en la temporada 1978-79 pasó a presidir el equipo Manuel Ángel Cortizo Blanco, y se planificó el ascenso a Primera Regional, que se consiguió tras lograr el campeonato con cinco puntos de ventaja con su inmediato seguidor.
Debutó en la Tercera División en 1981, y en la temporada 1984-85 ascendió a Segunda División B, el primero de sus cuatro ascensos a la categoría de bronce. En el año 2013 consiguió la Copa Diputación de Pontevedra.

## Estadio
El equipo juega sus partidos como local en el estadio municipal Manuel Anxo Cortizo, con capacidad para 5.000 espectadores.

## Datos del club
- Temporadas en 1.ª: 0
- Temporadas en 2.ª: 0
- Temporadas en 2.ªB: 6
- Temporadas en 3.ª: 24
- Mejor puesto en la liga: 12.º (Segunda B, temporadas 1987/88 y 1988/89)
- Participaciones en la Copa del Rey: 8

### Historial en la liga
| Temporada | Nivel | Categoría | Puesto |
| --------- | ----- | --------- | ------ |
| de 74–75  |       | Regional  | —      |
| a 80–81   |       | Regional  | —      |
| 1981/82   | 4     | 3.ª       | 12º    |
| 1982/83   | 4     | 3.ª       | 9º     |
| 1983/84   | 4     | 3.ª       | 6.º    |
| 1984/85   | 4     | 3.ª       | 1.º    |
| 1985/86   | 3     | 2.ªB      | 20º    |
| 1986/87   | 4     | 3.ª       | 3.º    |
| 1987/88   | 3     | 2.ªB      | 12.º   |
| 1988/89   | 3     | 2.ªB      | 12.º   |
| 1989/90   | 3     | 2.ªB      | 19.º   |
| 1990/91   | 4     | 3.ª       | 1.º    |
| 1991/92   | 3     | 2.ªB      | 17º    |
| 1992/93   | 4     | 3.ª       | 11º    |
| 1993/94   | 4     | 3.ª       | 15º    |

| Temporada | Nivel | Categoría | Puesto |
| --------- | ----- | --------- | ------ |
| 1994/95   | 4     | 3.ª       | 7.º    |
| 1995/96   | 4     | 3.ª       | 4.º    |
| 1996/97   | 4     | 3.ª       | 3.º    |
| 1997/98   | 4     | 3.ª       | 2.º    |
| 1998/99   | 3     | 2.ªB      | 19.º   |
| 1999/00   | 4     | 3.ª       | 4.º    |
| 2000/01   | 4     | 3.ª       | 10º    |
| 2001/02   | 4     | 3ª        | 7.º    |
| 2002/03   | 4     | 3.ª       | 5.º    |
| 2003/04   | 4     | 3.ª       | 5.º    |
| 2004/05   | 4     | 3.ª       | 7.º    |
| 2005/06   | 4     | 3.ª       | 14.º   |
| 2006/07   | 4     | 3.ª       | 14.º   |
| 2007/08   | 4     | 3.ª       | 2.º    |
| 2008/09   | 4     | 3.ª       | 6º     |

| Temporada | Nivel | Categoría   | Puesto |
| --------- | ----- | ----------- | ------ |
| 2009/10   | 4     | 3.ª         | 17º    |
| 2010/11   | 5     | Preferente  | 1º     |
| 2011/12   | 4     | 3.ª         | 19º    |
| 2012/13   | 5     | Preferente  | 10º    |
| 2013/14   | 5     | Preferente  | 5º     |
| 2014/15   | 5     | Preferente  | 7º     |
| 2015/16   | 5     | Preferente  | 18º    |
| 2016/17   | 6     | 1.ª Galicia | 13º    |
| 2017/18   | 6     | 1.ª Galicia | 8.º    |
| 2018/19   | 6     | 1.ª Galicia | 8.º    |
| 2019/20   | 6     | 1.ª Galicia | 4º     |
| 2020/21   |       | no compitió |        |
| 2021/22   | 7     | 1ª Galicia  | 4.º    |
| 2022/23   | 7     | 1.ª Galicia | 4.º    |
| 2023/24   | 6     | Preferente  | 5.º    |

## Palmarés
- Tercera División (2): 1984/85, 1990/91
- Subcampeón de Tercera División (2): 1997/98, 2007/08
- Preferente Galicia (1): 2010/11
- Copa Diputación de Pontevedra (1): 2013

### Trofeos amistosos
- Trofeo Ayuntamiento de Monforte: (3) 1991, 1998, 2007